# Still Brazy
Still Brazy ist das zweite Studioalbum des US-amerikanischen Rappers YG und wurde am 14. Juni 2016 via Apple Music veröffentlicht. Am 17. Juni 2016 erschien es als CD bei Def Jam Recordings.
Vier Singles wurden aus dem Album ausgekoppelt: Twist My Fingaz, Still Brazy, FDT und Why You Always Hatin’?. Zudem wurde eine Tour angekündigt.

## Singles
Die erste Single Twist My Fingaz wurde am 17. Juni 2015 veröffentlicht und von Terrace Martin produziert. Die folgende Single FDT wurde am 30. März 2016 veröffentlicht und von DJ Swish produziert. Die dritte Single Why You Always Hatin’? wurde am 21. Mai 2016 veröffentlicht und von CT Beats produziert. Auch Drake ist auf dieser Single zu hören.

## Name
Der Titel des Albums steht für „Still Crazy“ (auf Deutsch: „immer noch verrückt“) und spielt damit auf seinen ersten Langspieler „My Krazy Life“ (auf Deutsch: „mein verrücktes Leben“) an. Bei beiden Werken wurde das „C“ ersetzt. Dies ist auf YGs Gang-Mitgliedschaft bei den Bloods zurückzuführen. Diese vermeiden den Buchstaben „C“, da er für die verfeindete Gang Crips steht.

## Titelliste
1. Pops Hot Intro
2. Don’t Come to LA (featuring Sad Boy, A.D. und Bricc Baby)
3. Who Shot Me?
4. Word Is Bond (featuring Slim 400)
5. Twist My Fingaz
6. Good Times Interlude (featuring Syke 800, Duce, Marley Blu und Burnt Out)
7. Gimmie Got Shot
8. I Got a Question (featuring Lil Wayne)
9. Why You Always Hatin’? (featuring Drake und Kamaiyah)
10. My Perception (featuring Slim 400)
11. Bool, Balm & Bollective
12. She Wish She Was (featuring Joe Moses und Jay 305)
13. YG Be Safe (featuring The Homegirl)
14. Still Brazy
15. FDT (featuring Nipsey Hussle)
16. Blacks & Browns (featuring Sad Boy)
17. Police Get Away wit Murder

## Kommerzieller Erfolg

### Chartplatzierungen
Das Album erreichte Platz 6 der Billboard 200.
| ChartsChartplatzierungen       | Höchstplatzierung | Wochen |
| ------------------------------ | ----------------- | ------ |
| Schweiz (IFPI)                 | 58 (1 Wo.)        | 1      |
| Vereinigte Staaten (Billboard) | 6 (21 Wo.)        | 21     |

| ChartsJahrescharts (2016)      | Platzierung |
| ------------------------------ | ----------- |
| Vereinigte Staaten (Billboard) | 182         |

### Auszeichnungen für Musikverkäufe
| Land/Region               | Auszeichnungen für Musikverkäufe (Land/Region, Auszeichnung, Verkäufe) | Verkäufe |
| ------------------------- | ---------------------------------------------------------------------- | -------- |
| Neuseeland (RMNZ)         | Gold                                                                   | 7.500    |
| Vereinigte Staaten (RIAA) | Gold                                                                   | 500.000  |
| Insgesamt                 | 2× Gold ·                                                              | 507.500  |